# Konstantin Michailowitsch Bartaschewitsch
Konstantin Michailowitsch Bartaschewitsch (* 27. Februar 1899 in Moskau; † 13. März 1975 ebenda) war ein sowjetischer Schauspieler.

## Leben
Konstantin Bartaschewitsch absolvierte nach seinem Schulabschluss bis Anfang der 1920er-Jahre seine Schauspielausbildung am Tschechow-Kunsttheater Moskau.
Er stand an verschiedenen Theaterhäusern auf der Bühne, so unter anderem auch am Lenkom-Theater oder am Maly-Theater. Von 1925 bis 1969 wirkte er als Schauspieler vor der Kamera in mehr als 40 Film- und Fernsehproduktionen mit.
Bartaschewitsch starb am 13. März 1975 im Alter von 76 Jahren in Moskau, wo er auch beigesetzt wurde.

## Filmografie (Auswahl)
- 1950: Der Fall von Berlin
- 1955: Alpha ruft Erde
- 1955: Geheimnis der ewigen Nacht
- 1959: Der Himmel ruft